# Claudio G. Fava
Claudio Giorgio Fava, più noto come Claudio G. Fava (Genova, 17 ottobre 1929 – Genova, 20 aprile 2014), è stato un critico cinematografico, critico televisivo, giornalista, dirigente pubblico, autore televisivo, conduttore televisivo e direttore artistico italiano.

## Biografia
Laureato in Giurisprudenza, dopo un inizio di carriera nella città natale presso il Corriere Mercantile, divenne giornalista professionista nel 1961 ed entrò alla RAI nel 1970, dove lavorò per la Rete Uno e, in seguito, come capostruttura della Rete Due. In ragione di questo incarico, per anni scelse i film e i telefilm della programmazione televisiva della seconda rete televisiva pubblica, introducendo presso il pubblico italiano molte serie famose (L'ispettore Derrick e Beautiful, ad esempio). Organizzò con il programma “Cinema di notte” decine di cicli di opere (profili di attori, di registi, di sceneggiatori e di generi). Condusse inoltre due rubriche sulla settima arte: “Dolly” e “Set”. Esperto dell'opera del cineasta francese Jean-Pierre Melville, per l'attività svolta a favore della diffusione del cinema francese alla televisione italiana, trasmettendo spesso opere inedite, il governo transalpino lo nominò “Officier des Arts et des Lettres".
È stato autore di monografie su importanti figure del cinema italiano - da Alberto Sordi a Federico Fellini, a Ugo Tognazzi - ed anche di testi letterari, come i bozzetti raccolti in Tagliati al vivo. Ha collaborato con un gran numero di quotidiani, settimanali e riviste specializzate, oltre che con importanti rassegne cinematografiche in Italia e all'estero, presiedendo diverse giurie cinematografiche e televisive. Studioso dei problemi legati al doppiaggio, in qualità di dirigente RAI ha commissionato migliaia di ore di doppiaggi e ridoppiaggi riportando in circolazione film ormai scomparsi come Il grande sonno, Acque del Sud e I migliori anni della nostra vita, e introducendo al pubblico italiano opere mai prima presentate in televisione, a cominciare dal film forse più famoso dei fratelli Marx, Duck Soup, ribattezzato La guerra lampo dei fratelli Marx.
In qualità di responsabile delle iniziative cinematografiche del Comune di Finale Ligure, dal 1999 è stato direttore artistico di Voci nell'ombra, il primo Festival italiano dedicato interamente al doppiaggio cinematografico e televisivo, ideato e organizzato da Bruno Astori. Si è cimentato anche in veste di attore: al cinema con Maurizio Nichetti (Ladri di saponette), in televisione con Ombretta Colli (Una donna tutta sbagliata); in teatro con Giancarlo Sbragia e Mattia Sbragia, su un testo di Guido Fink dedicato a Orson Welles. Come autore, presentatore o, nell'ultimo caso, come ospite ha preso parte a cinque programmi televisivi per Raitre scritti da Gloria De Antoni e Oreste De Fornari (Perdenti, Infedeli, La principessa sul pisello, Pacem in terris, per due edizioni, La fonte meravigliosa).
È stato, insieme a Rita Forte, conduttore su TMC di 78 puntate della striscia preserale quotidiana Forte Fortissima! di Cristina Crocetti. Nel 2006 è stato autore di un blog, in collaborazione con Lorenzo Doretti, dal titolo "Clandestino in Galleria". Negli ultimi anni saltuariamente ha collaborato con la televisione privata ligure Primocanale. È deceduto improvvisamente a Genova il 20 aprile 2014 all'età di 84 anni. La sua ultima apparizione pubblica è stata alla conferenza stampa per la presentazione dell'edizione del numero 100 della rivista FilmDoc.

## Opere
- Alberto Sordi, Roma, Gremese, 1979; 1989. ISBN 88-7605-436-7; 2000. ISBN 88-7742-447-8; 2003. ISBN 88-8440-257-3.
- Le camere di Lafayette, Roma, La rassegna, 1979.
- Marcello Mastroianni, con Matilde Hochkofler, Roma, Gremese, 1979. ISBN 88-7605-014-0.
- I film di Federico Fellini, con Aldo Viganò, Roma, Gremese, 1981; 1987. ISBN 88-7605-267-4; 1991. ISBN 88-7605-544-4; 1995. ISBN 88-7605-931-8.
- Clandestino in galleria, Recco, Le mani, 2003. ISBN 88-8012-264-9.
- Simenon, l'uomo nudo, con Gianni Da Campo e Goffredo Fofi, Napoli, L'ancora del Mediterraneo, 2004. ISBN 88-8325-143-1.
- Dialoghi sui minimi sistemi, con Mario Paternostro, Genova, De Ferrari-Verba, 2008. ISBN 978-88-7172-943-5.
- Guerra in cento film, Recco, Le mani, 2010. ISBN 978-88-8012-535-8.
- Visto con il monocolo. Un anno di rubrica sul ‘Corriere Mercantile’, Genova, De Ferrari, 2014. ISBN 978-88-6405-497-1.